# Edgardo Angara

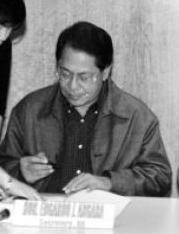
Edgardo Angara (2000)

Edgardo Javier Angara (* 24. September 1934 in Baler, Aurora; † 13. Mai 2018) war ein philippinischer Politiker.

## Leben

### Aufstieg zum Senatspräsidenten
Seine politische Laufbahn begann 1971, als er zum jüngsten Delegierten des Verfassungskonvents (Constitutional Convention) gewählt wurde. 1972 gründete er die Anwaltskanzlei ACCRA, die zu einer der angesehensten Kanzleien des Landes wurde.
Zwischen 1981 und 1987 war er Präsident der University of the Philippines und gewann dadurch an nationaler Bekanntheit, indem er die staatliche Universität wieder zum ersten Hochschulzentrum des Landes machte.
Im Juni 1987 wurde er erstmals zum Mitglied des Senats gewählt und gehörte diesem bis Juni 1998 an. Während dieser Zeit war er von Januar 1993 bis August 1995 Senatspräsident. Im Anschluss war er zwischen 1995 und 1996 Minderheitsführer (Minority Leader) und damit Sprecher der Opposition.
Durch das auf seine Initiative hin beschlossene Agriculture and Fisheries Modernization Act (AFMA) profitierten Landwirte und Fischer von verbessertem Saat- und Pflanzmaterial, besserer Bewässerung, besseren Finanzierungsmöglichkeiten sowie Zugängen zu den Märkten.
Zusätzlich war er von 1992 bis 2004 Vorsitzender der Oppositionspartei Laban ng Demokratikong Pilipino (LDP).
Nach seinem Ausscheiden aus dem Senat war er zwischen 1998 und 1999 Vorstandsvorsitzender der Philippine National Bank und baute diese zu einer Großbank auf dem nationalen Finanzmarkt aus.

### Minister und erneute Mitgliedschaft im Senat
Im Mai 1999 wurde er von Präsident Joseph Estrada zum Landwirtschaftsminister ernannt und konnte während seiner bis Januar 2001 dauernden Amtszeit das von ihm initiierte AFMA umsetzen. Dabei förderte er auch die Verbesserung von Programmen zur Nahrungsmittelproduktion und Unterstützungen, die zu größeren Reisernten führten und damit die Verbesserung der Selbstversorgung entwickelte. Insgesamt gab es seit 2000 eine Steigerung der Wachstumsrate im Landwirtschaftssektor von 3 Prozent, während es in den zwei Jahrzehnten davor ein Wachstum von 1,2 Prozent gab.
Zwischen dem 6. Januar und dem 20. Januar 2001 war er für kurze Zeit auch Exekutivsekretär im Kabinett Estrada und nahm damit nach dem Präsidenten und Vizepräsidentin Gloria Macapagal-Arroyo das wichtigste Kabinettsamt ein. Nach der Absetzung Präsident Estradas im Zuge der EDSA-II-Revolution und dem Amtsantritt von Präsidentin Macapagal-Arroyo am 20. Januar 2001 schied er nach der friedlichen Übergabe der Regierungsgewalt aus der Regierung aus.
Am 30. Juni 2001 wurde Edgardo Angara wieder Mitglied des Senats. Als solches setzte er sich für verschiedene Gesetzesinitiativen ein, wie den Free High School Act, durch welchen die Sekundarbildung auch für ärmere Schüler möglich wurde oder dem Senior Citizens Act, der älteren Menschen substanzielle Nachlässe beim Kauf von Arzneimitteln oder im öffentlichen Personennahverkehr brachte und nach ihm auch Angara Law bezeichnet wurde. Zu den weiteren Gesetzesideen gehörte das National Health Insurance Act (PHILHEALTH), das Versicherungsschutz für jeden Bürger vorsah sowie das Government Assistance to Students and Teachers in Private Education (GASTPE), das größte Bildungsprogramm in privaten Schulen der Philippinen.
Als Vorsitzender des Bildungsausschusses des Kongresses förderte er Gesetzesinitiativen, die zur Einrichtung der Kommission für Höhere Bildung (Commission on Higher Education) und die Behörde für Technische Erziehung und Kenntnisentwicklung (Technical Education and Skill Development Authority) führte, wodurch sich das Bildungsministerium (Department of Education) wieder mehr auf die Grundschulbildung konzentrieren konnte.
Daneben war er maßgeblicher Autor der Magna Carta for Public Health Workers sowie der Gesetze zur Einrichtung des neuen Nationalmuseums sowie der Nationalen Kommission für Kultur und die Künste.
Seit 2005 war er außerdem wieder Vorsitzender der LDP und wurde darüber hinaus 2005 zum Präsidenten der Southeast Asia Parliamentarians Against Corruption für die Philippinen gewählt. Als solcher brachte er die Gesetzesinitiative zum Procurement Reform Act ein, dem umfangreichsten Anti-Korruptionsgesetz in der Geschichte der Philippinen und war auch „Vater“ des Gesetzes für die Einrichtung eines Ombudsman.
Im Senat des 15. Kongresses war er Vorsitzender der Ausschüsse für Bildung, Kunst und Kultur sowie für Wissenschaft und Technologie. Am 30. Juni 2013 schied Angara aus dem Senat aus, nachdem er nach zwei Amtszeiten in Folge nicht mehr zur Wahl antreten durfte.

## Ehrungen
2013 wurde ihm der japanische große Orden der Aufgehenden Sonne am Band verliehen.